# Jonathan Hill

UE

Jonathan Hill, Barão Hill de Oareford, CBE, PC (Londres, 24 de julho de 1960) é um político britânico.
Em 27 de maio de 2010, recebeu o título vitalício, Lord Hill of Oareford, pois foi-lhe ingressou na casa dos Lordes, e conferida a posse como subsecretário parlamentar da Educação. Também atuou no gabinete de David Cameron como líder da câmara dos Lordes.
Em 10 de setembro de 2014 foi nomeado Comissário europeu para a Estabilidade financeira, serviços financeiros e mercados de capitais da União na comissão Juncker.

## Condecorações
- Comendador da ordem do Império britânico (1995)
- Barão do Reino Unido (2010).